# Jaume Francesc Folc de Cardona i de Gandia
Jaume Francesc Folc de Cardona i de Gandia (Urgell, 1405 — Cervera, 1 de desembre de 1466) fou un religiós del llinatge dels Cardona que fou President de la Diputació del General (1443 - 1446), bisbe de Vic (1445 - 1459), de Girona (1459 - 1462), d'Urgell (1462 - 1466), i cardenal (després de 1466).
Era fill del comte Joan Ramon Folc I de Cardona i germà de Joan Ramon Folc II de Cardona. L'11 de novembre de 1443 fou escollit President de la Diputació del General. Participà en la canonització de Sant Vicent Ferrer. Fou també referendari apostòlic del papa, administrador perpetu de l'abadia de Santa Maria de Solsona, canonge i ardiaca de Barcelona. Fou creat bisbe d'Urgell el 17 de febrer de 1462 morint en aquest càrrec a la Seu d'Urgell en 1466. Segons Roig i Jalpí fou enterrat a Tarragona.